# Lepidodactylus nakahiwalay
Lepidodactylus nakahiwalay — вид геконоподібних ящірок родини геконових (Gekkonidae). Ендемік Філіппін. Описаний у 2021 році.

## Поширення і екологія
Lepidodactylus nakahiwalay є ендеміками острова Лубанг. Вони живуть у вологих тропічних лісах.